# Senis
Senis ist eine italienische Gemeinde (comune) mit 386 Einwohnern (Stand 31. Dezember 2023) im Westen Sardiniens in der Provinz Oristano. Die Gemeinde liegt etwa 31 Kilometer ostsüdöstlich von Oristano.

## Verkehr
Durch die Gemeinde führt die Strada Statale 422 di Laconi e di Uras von Laconi nach Uras.